# Szupraszegmentális tényezők
A szupraszegmentális tényezők, más néven prozódiai elemek a hangzás színesítésére és a mondanivalónk értelmezésére szolgálnak. A szupraszegmentális tényezők alkalmazásával dolgoznak például a hangutánzó művészek is. Neve onnan ered, hogy a hangsorra, azaz az alapvető szegmentumokra épülve hozzuk létre a szupraszegmentumokat. Azonban a szegmentumok és szupraszegmentumok képzése teljesen egyidőben történik.
A hangérzetet egyrészt a hang fizikai, egymástól független tulajdonságai (pl. hangmagasság), másrészt szubjektív tulajdonságok (hanglejtés, hangerő) alkotják, melyek összefonódnak, és egymás nélkül nem megítélhetők. A beszéd prozódiai elemein, mint például a hangsúlyon, beszéddallamon, hangmagasságon, hanglejtésen, ritmikai elemeken kívül a szünetet is szupraszegmentumok között kezeljük.

## Szupraszegmentumok szerepe a kommunikációban
Ahhoz, hogy közleményeink egyértelműek legyenek, és hogy a hallgató ugyanazt értse, mint amire a beszélő gondol, a mondandónkat tagolni kell. Az értelmileg összetartozó részek tagolására az írott szövegekben írásjeleket használunk, azonban a beszédben erre a célra a prozódia áll rendelkezésünkre. Az összetartozó részeket szünettel választhatjuk el például a mondat külön álló részeitől, illetve a fontosabb kifejezéseket a hangsúly, hanglejtés segítségével emelhetjük ki. A hangsúly hiánya, vagy eltérő használata jelentéskülönbségeket vagy értelmezési nehézségeket idézhet elő. Pl. szóban csak a hangsúlyozással tudjuk jelölni, hogy “három, negyed négykor” vagy “háromnegyed négykor” van a találkozó.
A beszéd zenei elemei a közlendőnk egyértelműsítésén kívül illokúciós erővel is bír, azaz a közléssel végzünk cselekvéseket, érvényesítjük akaratunkat, például kérünk, rábeszélünk, felszólítunk. Ezen cselekvések sikeressége nagyrészt a prozódiai elemektől függ, például “nagyon hideg van” – mondjuk, ha szeretnénk, hogy a másik becsukja az ablakot. Ezen kívül az irónia, humor, szidás, egyszerű megállapítás közti különbséget prozódia segítségével érzékeltetjük és értelmezzük, például a “nagyon okos vagy!” mondat ugyanannyira lehet dicsérő, ironikus vagy akár lekezelő is. Nagy szerepe van a gyerekek kommunikációjában is a szupraszegmentumoknak, hiszen a kisgyerekek sokáig csak a hangsúlyt értik, a szavak értelmét nem. Ugyanúgy, a beszélni alig tudó gyermek ha felszólító hangsúllyal akár csak egy szótagot mond, a gyerek szókincse ismeretében tudni fogjuk, hogy például a “la!” esetben a “labda” kéréséről van szó.

## Szupraszegmentumok

### Hangmagasság
A hangmagasság a hangrezgés frekvenciája, mértékegysége a Hz (Hertz). Minél alacsonyabb a Hz-ben megadott érték, annál mélyebb a hangmagasság. Az hang észlelése a rezgés alapfrekvenciájától függ. Minden beszélőre jellemző egy egyéni hangterjedelem, amely a legalacsonyabb és legmagasabb használt frekvenciaérték között mozog. A hangterjedelmen belül a hangmagasság relatív szintje adja meg a hangfekvést. A hangmenet a hangmagasság-változás iránya, ami a hanglejtés, beszéddallam és az intonációra is jellemző.  A hangfekvés lehet alacsony, közepes vagy magas fekvésű, melyből a közepes a beszélő által leggyakrabban használt. Az alacsony vagy magas hangfekvést általában érzelmileg töltöttebb beszéd alkalmával használjuk. A hangfekvés középértéke egyénenként változik, de kultúrafüggő is, pl. az amerikai nők magasabb átlagfrekvencián beszélnek, mint például a magyarok vagy a még alacsonyabb hangfekvésű finnek. A magyar nőknél az átlagos hangfekvés értéke 184 Hz, a férfiaknál 103 Hz. A hangmagasság különbségeit a zenében is használatos oktávskálán, hangközök megjelölésével fejezzük ki.

### Hangerő
A hangerő a hang fizikai ereje, azaz felületegységre eső hangteljesítmény: W/cm2. A legkisebb érték, tehát a leghalkabb hang, amit még emberi füllel képesek vagyunk meghallani: 10-16 W/cm2. Ez az érték jelenti az alapintenzitást, a decibel (dB) skála 0 szintjét 1000 Hz frekvencián. A mi észleletünkben a hangerősség mint hangosság értelmezhető. Eltérő frekvencián eltérő hangosságként érzékelünk azonos decibel értékű hangokat. A hang hosszúsága is befolyásolja az értékelést, azaz a túl rövid vagy túl hosszú hangot megtévesztő erősségűnek hallunk. A hangmagasság szintén megtévesztően hat, azaz magasabb frekvenciájú hangok esetében a hangosságkülönbség érzékeléséhez nagyobb hangerőkülönbség szükséges.  Az egyes beszélők dinamikai tartománya a leggyengébb és a legerősebb hang közötti hangok tartománya. Ezen a tartományon belül beszélünk a hangerő relatív szintjéről, amely lehet gyenge, közepes, erős. A hangerőváltozás iránya szerint lehet gyengülő, szinttartó, erősödő, és ezeknek a variációi.

### Hangsúly
A hangsúly a szövegkörnyezetből valamilyen módon kiemelt hang, szótag. Több fizikai megnyilvánulása is lehet, például az intenzitás, időtartam vagy frekvencia kiugró értéke okozhat hangsúlyhatást. Általában legalább 10 dB hangerőkülönbség és legalább kistercnyi hangközkülönbség kell a hangsúly létrehozásához.
A hangsúly funkciója a kiemelés vagy kontraszt létrehozása, mely a kifejezések jelentés-megkülönböztető szerepe miatt fontos, pl. csak a hangsúlyozás különbözteti meg a „hat alma sok”, „hatalma sok”, „hatalmasok” és „hatalmas ok” kifejezéseket. A hangsúly funkciója szerint lehet logikai, kiemelő vagy ellentétes. Beszélhetünk szó, ütem, mondat, szakasz és tételhangsúlyról, melyek ezeken belül fő és mellékhangsúlyokká különülnek el.
Egy 444 nyelvvel végzett vizsgálat eredményeként megállapították, hogy a nyelvek 68 százaléka kötött hangsúlyozású, melyből 37%-nál első szótagi hangsúlyt használnak, mit például a magyarban és a finnben. Valamennyivel kevesebb nyelv állandó hangsúlya az utolsó szótagon van, az utolsó előtti szótag hangsúlyozása is viszonylag gyakori. Csupán a vizsgált nyelvek közül 12-ben szerepelt az állandó hangsúly a második szótagon, és 6 nyelvben hangsúlyozunk az utolsó előtt kettő szótaggal. Azokban a nyelvekben, melyekben kötetlen a hangsúlyozás, az eltérő hangsúlyozás különböző jelentést okozhat.

### Beszéddallam
A hangmagasság-változás irányát dallammenetnek nevezzük, amely lehet ereszkedő, szinttartó, emelkedő vagy lebegő, illetve ha hirtelen változás következik be, akkor szökő vagy eső. A dallammenetek variációi alkotják a beszéddallamot. A beszéddallam, azaz intonáció saját funkcióval bíró prozódiai elem. Bizonyos nyelveken az egyes szavak különböző intonációval való ejtése is jelenéskülönbséget okoz, pl. kínai, szlovén, norvég. A beszéddallam az egyén hangterjedelmén belül jön létre, amely személyenként, és nyelvenként is különbözik, pl. a magyar nyelvre jellemző hangterjedelem szűkebb, mint az angol nyelvűek által használt.
A dallammenet leggyakrabban ereszkedő, hiszen a beszédben a legtöbb mondat kijelentő, amely mondattípus intonációja tipikusan az ereszkedő dallammenettel kapcsolódik össze. A magyar nyelvre jellemző továbbá, hogy a felkiáltó, felszólító mondatot illetve a kérdőszavas vagy kiegészítendő kérdést általában ereszkedő vagy eső dallammenettel fejezzük ki. Az eldöntendő kérdés tipikus dallammenete az emelkedő és aztán eső, melynek értelem-megkülönböztető szerepe is van. Hiszen a „Szép idő van.” és „Szép idő van?” kijelentő, illetve kérdő mondatokat szóban csak az intonációval tudjuk megkülönböztetni. Az óhajtó mondatra az enyhén emelkedő, később lebegő dallammenet jellemző. Azonban ezek a dallammenetek nem határozhatók meg ilyen egyszerűen a prototípusokkal, ezeken kívül egyéni változatosságot mutatnak.

### Beszédtempó
A beszédtempó fizikailag mérhető érték: az időegységre jutó beszédegység (például hang, szótag, szó) mennyisége. Leggyakrabb mértékegységei a hang/mp vagy szótag/mp. Beszélhetünk a tulajdonképpeni közlésidőről, melyben a szünet, hezitálás is benne van, és átlagos mértéke 14 hang/mp, illetve az artikulációs sebességről, melyben kizárólag a beszédhangok képzésére fordított időt mérjük. A beszédtempó szubjektív érzetet kelt, a sebesség érzetébe a szünet is szerepet játszik, illetve minden esetben a saját beszédtempónkhoz viszonyítunk: egy gyorsabb beszédű ember sokkal lassabbnak fogja érezni egy más számára közepes gyorsaságúnak tűnő beszédet. A beszédtempó változását lassulónak vagy gyorsulónak érezhetjük. A beszédtempó érzetéhez hozzáadódik a hangerő, hangmagasság, hangsúly is. A beszédtempó nem független a műfajoktól sem, a lassabb műfajok közül való a hírolvasás, és a leggyorsabbak közül egy sportközvetítés, melyek tempókülönbsége számokban is kifejezhető: a szünet : artikulációs idő arány a sportközvetítésnél 1 : 8, míg a hírolvasás esetében 1 : 2,4. Spontán beszédben azonban jóval kevésbé tudjuk kontrollálni a beszédtempónkat. A beszédtempó további tényezőktől is: a különböző nyelveknek más az átlagos sebessége, pl. az olaszok, hollandok jóval gyorsabban beszélnek, mint a magyarok, britek vagy a spanyolok. A beszédtempó a történelem során is változott: gyorsuló tendenciát figyelhetünk meg. Ezen kívül a különböző életszakaszban lévő emberekre is más beszédtempó jellemző, a gyerekek és az idősek általában a fiatal és aktív dolgozó korosztálynál lassabban beszélnek.

### Beszédritmus
A beszédritmus jellemzői a periodikusság és az ismétlődés, azaz a beszédritmust a beszéd legalább két tényezőjének rendszeres ismétlése adja meg. Alapegysége a szótag, de a ritmus fogalmát mondat és szövegszinten is érzékeljük, vizsgálhatjuk.
Alapvetően az artikulációs sebesség, a szünetek hossza és gyakorisága ad a hallgatóságnak egy ritmikai élményt, amelyre a beszéd megértése miatt is szükség van, illetve a ritmus okozza a természetes beszéd élményét. A beszédritmus hiányában a beszéd érthetetlen és monoton lesz. Kutatások bizonyítják, hogy a beszédértésben, illetve a beszédritmus érzékelésében a szünetek hosszánál jóval nagyobb szerepe van az artikulációs sebességnek és a hangsúlyozásnak.

### Beszédszünet
A szünet nem tartozik a beszéd zenei elemei közé, azonban a közlés szupraszegmentális tényezői közé soroljuk. Biológiai oka a levegővétel, azonban ezen túl kommunikációs feladatot is ellát. A beszéd előtt és után csendről beszélünk, szünet kizárólag két elem (hang, szótag, szó, mondat) között valósulhat meg. A szünet fizikailag mérhető, azonban általában a mért érték nem egyezik az észlelt szünet mértékével. Más tényezők is befolyásolnak minket, például hangosabb szó előtt nagyobb szünetet hallunk, mint monoton beszéd esetén. Laikusok számára a szünetészlelést legnagyobb mértékben a szünet várt helye befolyásolja. A szünet létrejöttét leggyakrabban jelkimaradás okozza, azonban gyakran előfordul szókezdő vagy szóvégző beszédhang nyújtása; gégezárhang képzése a magánhangzó elején (ún. kemény hangindítás); ennél kevésbé gyakran maradnak el a beszédre jellemző hasonulások; és elenyésző mértékben a szünetérzetet erős nyomatékú hangsúly, hangmagasság hirtelen változása, tempó lefékezése vagy hiperartikuláció eredménye. Természetesen az említett jellemzők együttesen is előfordulhatnak. 50-200 ms hosszúságú szünet felismerése alacsony, és a szünet hosszával a felismerés mértéke egyre nő. A szünet lehet rövid, közepes vagy hosszú, azonban ezek a kategóriák viszonylagosak, egymást átfedik.
A szünet leggyakoribb hossza 200-500 ms közötti. A beszélőtől, műfajtól függően a beszédidő 10-60%-t szünetek alkotják, pl. felolvasások alkalmával 20 százalékkal kevesebb, és rövidebb szüneteket tartunk, mint spontán beszédben. Mérések bizonyítják, hogy a kötőszó előtt kétszer olyan gyakran tartunk szünetet, mint utána, és átlagosan a hosszúsága is kétszer annyi. Azonban a beszélők nagyon nehezen tudják megítélni, hogy mennyi szünet vagy hezitációs jelenség volt a megnyilvánulásukban.

### Határjegy
A határjegy (idegen szóval junktúra) a szünettel kapcsolatos. Szótagok, morfémák, szavak, szószerkezetek, mondategységek (egyszerű mondatok, tagmondatok) és összetett mondatok között van. A szón belülit belső, a szavak közöttit külső junktúrának nevezik.
Más szempontból a határjegy egyik típusa a tényleges. Ennek egyik megvalósulási jelensége a hangszalagrés rövid tartamú zárásával (hangszalagzárral) történik, például az angol nyelvben egy magánhangzóra végződő és egy szintén magánhangzóval kezdődő szótag között, pl. co-operate ’együttműködik’. Máskor belső vagy külső junktúra olyan mássalhangzók között keletkezik, amelyek nem létezhetnek egymás mellett szótagon belül. Ilyenek például a román nyelvben a [bp], [mh], [nm], [sz] stb. csoportok. Tényleges külső junktúra van például a merg repede ’gyorsan megyek’ szócsoportban az [r], a [g] és az [r] szomszédsága miatt. Ugyancsak külső junktúra keletkezik pl. az angolban, amikor ugyanaz a mássalhangzó van egy szó végén, mint a következő elején, és amely mássalhangzókat egyazon szó belsejében egyetlen rövid mássalhangzóként ejtenek ki: Good day! [ɡʊddeɪ] ’Jó napot!’ vs. sudden [sʌdən] ’hirtelen’.
Az előző junktúratípus ellenkezője a virtuális junktúra. Külsőként különböző helyeken van két, a beszédben egyformán hangzó szócsoportban. Szünet közöttük csak írásban van: (franciául) l’essence [l#esãs] ’a lényeg’ vs. les sens [le#sãs] ’a jelentések’, (angolul) a name [ə#neɪm] ’egy név’ vs. an aim [ən#eɪm] ’egy cél’. Virtuális junktúra belső is lehet, például tőszó és toldalék között, melyekről a beszélő tudja, hogy két külön morfémáról van szó: (franciául) farouchement [faruʃ#mã] ’vadul’ (< farouche ’vad’ + határozószó-képző).

### Egyéni hangszínezet
Az egyéni hangszínezet alapján ismerjük fel az emberek hangját, és tulajdonítjuk összetéveszthetetlenül csak nekik. Több tényező is hatással van az egyéni hangszínezetre: biológiailag meghatározottak a hangszalag sajátosságai, amelyek hatással vannak az alaphangmagasságra, de ezen kívül az egyéni artikuláció és a szupraszegmentális tényezők is befolyásolják az egyéni hangszínezetet. Az egyéni hangszínezet az emberi élettartam alatt nem állandó, az életkor alapján is változik, melyből a legjelentősebb, amikor 10-15 éves kor között a mutálás alkalmával a fiúknál látványosabb, a lányoknál kevésbé észrevehető hangmélyülés következik be. A dohányzás és az alkoholfogyasztás is a hangmagasság mélyüléséhez és az egyéni hangszínezet megváltozásához vezet. A dohányzás következtében több zajelem keveredik a hangszínbe, alkoholfogyasztás alkalmával pedig módosul a hangerő, tempó, a beszédritmus kevésbé lesz egyenletes, esetenként szaggatottá válik. Az egyéni hangszínezetet nem függetleníthetjük a személyiségünktől, jellemvonásainktól.